# Vilvestre
Vilvestre es un municipio y localidad española de la provincia de Salamanca, en la comunidad autónoma de Castilla y León. Se integra dentro de la comarca de Vitigudino y la subcomarca de La Ribera (Las Arribes). Pertenece al partido judicial de Vitigudino.
El mirador del cerro del castillo, el monte gudín, la iglesia, el rollo de justicia, el molino de la Luisa y el paraje del muelle de La Barca son los lugares más destacados de este municipio del parque natural de Arribes del Duero, que a su vez forma parte de la reserva de la biosfera transfronteriza denominada como Meseta Ibérica. Está formado por un único núcleo de población, ocupa una superficie total de 46,52 km² y según datos del padrón municipal elaborado por el INE en 2024, cuenta con una población de 395 habitantes.

## Símbolos

### Escudo
El escudo heráldico que representa al municipio fue aprobado el 11 de abril de 1997 con el siguiente blasón:

«Escudo partido. Primero, de plata con un olivo de sinople, arrancado, hijado y frutado, puesto sobre ondas de azur. Segundo, de oro con un castillo de gules, surmontado de una cruz de Santiago de lo mismo. Al timbre, la Corona Real Española»
Boletín Oficial del Estado nº 112 de 10 de mayo de 1997

### Bandera
La bandera municipal fue aprobada con la siguiente descripción textual:

«Bandera rectangular de proporciones 2:3, de color blanco con el escudo de Vilvestre en el centro»

## Geografía
Vilvestre se encuentra situado en el parque natural de Arribes del Duero y al noroeste de la provincia de Salamanca. Limita al oeste con el río Duero, que actúa como frontera natural separándolo de Portugal. Dista 96 km de Salamanca capital.
Se integra dentro de la comarca de La Ribera. Pertenece a la Mancomunidad Centro Duero y al partido judicial de Vitigudino.
Su término municipal se encuentra dentro del parque natural de Arribes del Duero, un espacio natural protegido de gran atractivo turístico.
| Noroeste: Mazouco (Portugal)                  | Norte: Mieza  | Nordeste: Cerezal de Peñahorcada |
| Oeste: Freixo de Espada à Cinta (Portugal)    |               | Este: Barruecopardo              |
| Suroeste: Freixo de Espada à Cinta (Portugal) | Sur: Saucelle | Sureste: Barruecopardo           |

### Accesos
A Vilvestre se accede desde la capital charra por la carretera autonómica CL-517, de Salamanca a La Fregeneda. Llegando a Vitigudino, desviación por la carretera provincial DSA-560, de Vitigudino a Mieza hasta El Milano. Desde El Milano bien podemos desviarnos por la DSA-572, de la red secundaria de la Diputación Provincial, hasta Barruecopardo y de aquí por la DSA-575 hasta Vilvestre, o bien continuar desde El Milano, por la DSA-560, hasta Cerezal de Peñahorcada y ahí tomar el camino asfaltado CM-VI-1, de Cerezal a Vilvestre, recorriéndose en ambos casos una distancia total de 96 km desde Salamanca. 
Comunicaciones con los pueblos limítrofes

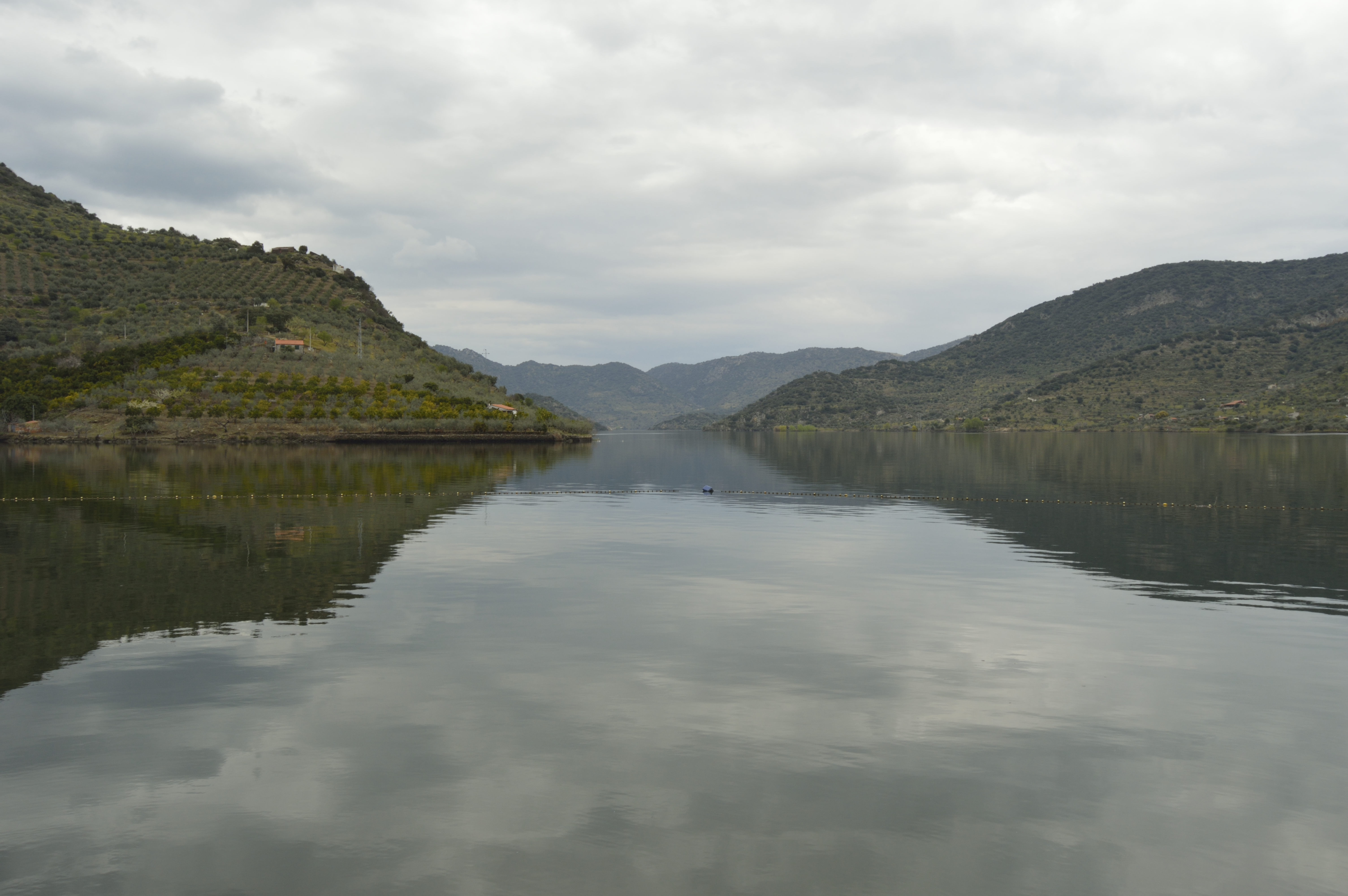
El Duero desde Portugal

- Mieza a través de la ruta de senderismo GR-14 o por el camino asfaltado CM-VI-1 hasta Cerezal de Peñahorcada y a partir de ahí tomar la carretera DSA-560 hasta Mieza.
- Cerezal de Peñahorcada a través del camino asfaltado CM-VI-1.
- Barruecopardo a través de la carretera DSA-575.
- Saucelle a través de la ruta de senderismo GR-14 y de la carretera DSA-576
- Freixo de Espada à Cinta por carretera ir hasta Saucelle por la DSA-576 y seguir 1 km más, aproximadamente por esta misma carretera. Posteriormente tomas el desvío que sale a la derecha y bajas hacia el Salto de Saucelle. Al llegar al final del puerto giras a la derecha por la DSA-590, una vez en ella tomas la primera salida a la izquierda hacia la Presa, y la atraviesas. Sigues por esta misma carretera durante 1,5 km aproximadamente. Finalmente giras a la derecha al llegar a la EN221 y sigues por esta carretera hasta llegar a Freixo de Espada à Cinta.

### Topografía
La topografía del municipio de Vilvestre podría definirse en general como suavemente ondulada en la parte norte y este del municipio, aumentando las pendientes hacia la parte sur y oeste. 
La altitud media de la zona es de 592 metros sobre el nivel del mar, destacando como punto más elevado el cerro de Homomula con 791 metros, descendiendo en el río Duero hasta los 190 metros, que es la cota del nivel máximo normal del embalse de Saucelle. 

### Clima
Vilvestre tiene un clima mediterráneo continentalizado suavizado por la cercanía del río Duero y la relativa baja altitud del municipio en el contexto de la meseta norte. Se trata de un Csa (templado con verano seco y caluroso) según la clasificación climática de Köppen. Debido a estas condiciones climáticas se pueden encontrar naranjos, chumberas, olivos y melocotoneros.
| Parámetros climáticos promedio de Vilvestre en el periodo 1977-1999 | Parámetros climáticos promedio de Vilvestre en el periodo 1977-1999 | Parámetros climáticos promedio de Vilvestre en el periodo 1977-1999 | Parámetros climáticos promedio de Vilvestre en el periodo 1977-1999 | Parámetros climáticos promedio de Vilvestre en el periodo 1977-1999 | Parámetros climáticos promedio de Vilvestre en el periodo 1977-1999 | Parámetros climáticos promedio de Vilvestre en el periodo 1977-1999 | Parámetros climáticos promedio de Vilvestre en el periodo 1977-1999 | Parámetros climáticos promedio de Vilvestre en el periodo 1977-1999 | Parámetros climáticos promedio de Vilvestre en el periodo 1977-1999 | Parámetros climáticos promedio de Vilvestre en el periodo 1977-1999 | Parámetros climáticos promedio de Vilvestre en el periodo 1977-1999 | Parámetros climáticos promedio de Vilvestre en el periodo 1977-1999 | Parámetros climáticos promedio de Vilvestre en el periodo 1977-1999 |
| Mes                                                                 | Ene.                                                                | Feb.                                                                | Mar.                                                                | Abr.                                                                | May.                                                                | Jun.                                                                | Jul.                                                                | Ago.                                                                | Sep.                                                                | Oct.                                                                | Nov.                                                                | Dic.                                                                | Anual                                                               |
| ------------------------------------------------------------------- | ------------------------------------------------------------------- | ------------------------------------------------------------------- | ------------------------------------------------------------------- | ------------------------------------------------------------------- | ------------------------------------------------------------------- | ------------------------------------------------------------------- | ------------------------------------------------------------------- | ------------------------------------------------------------------- | ------------------------------------------------------------------- | ------------------------------------------------------------------- | ------------------------------------------------------------------- | ------------------------------------------------------------------- | ------------------------------------------------------------------- |
| Temp. media (°C)                                                    | 5.3                                                                 | 7.3                                                                 | 10.3                                                                | 11.3                                                                | 14.4                                                                | 19.6                                                                | 23.5                                                                | 23.7                                                                | 21.1                                                                | 15.1                                                                | 9.9                                                                 | 6.6                                                                 | 14.0                                                                |
| Precipitación total (mm)                                            | 71.0                                                                | 63.8                                                                | 35.8                                                                | 58.0                                                                | 75.2                                                                | 37.2                                                                | 16.7                                                                | 18.9                                                                | 44.80                                                               | 77.3                                                                | 82.6                                                                | 85.2                                                                | 666.5                                                               |
| [cita requerida]                                                    |                                                                     |                                                                     |                                                                     |                                                                     |                                                                     |                                                                     |                                                                     |                                                                     |                                                                     |                                                                     |                                                                     |                                                                     |                                                                     |

### Hidrografía
Vilvestre pertenece a la cuenca hidrográfica del Duero, siendo este el principal accidente hidrográfico del término municipal. Los arroyos son de escasa importancia, con un caudal muy variable después de encauzar las aguas de escorrentía y de manantiales según la estación y pluviometría, destacando el arroyo de la Nava, el arroyo de Fuentesalsa, el arroyo de Las Payitas y el arroyo de Los Lagares. Estos arroyos se suelen secar habitualmente en verano debido a la falta de precipitaciones.

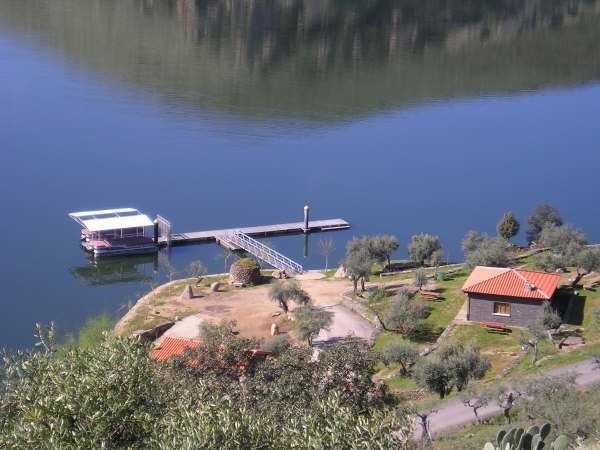
Paraje de La Barca

Los recursos hídricos de aguas subterráneas no son demasiado relevantes y se asocian con acuíferos someros, como fuentes, pozos y charcas, que se aprovechan, tanto para el abastecimiento de la población, si bien este es complementado mediante una red de abastecimiento procedente de la presa de Almendra, como para abrevar a la ganadería en régimen extensivo. 

### Transporte
Con respecto al transporte de viajeros en autobús, la compañía Arribes Bus S.L. ofrece servicios por carretera entre el municipio y distintos destinos provinciales y comarcales, como por ejemplo Salamanca o Vitigudino. Los lunes, miércoles y viernes sale de Salamanca a las 13:15 h. y las 18:00 h. Los martes y jueves solo a las 13:15 h. Desde Vilvestre sale los lunes, miércoles y viernes a las 07:30 h y las 15:00 h. Los martes y jueves solo a las 07:30 h. Desde Vilvestre sale los martes otra línea con destino Vitigudino a las 11:00 h.
La línea de ferrocarril más próxima es la de Salamanca-Valladolid.
En lo que concierne al transporte aéreo, el aeropuerto más cercano es el de Salamanca, localizado entre las localidades de Machacón, Calvarrasa de Abajo y Villagonzalo de Tormes, a 116 kilómetros de Vilvestre. Asimismo, las otras opciones a menor distancia son los aeropuertos de Valladolid y Madrid, situados a 223 y 330 kilómetros respectivamente.
En 2011, el municipio contaba con un total de 296 vehículos de motor, de los cuales 198 son turismos, 77 camiones y 14 motocicletas. Representan 404,1 automóviles por cada 1000 habitantes. Los puntos de Inspección Técnica de Vehículos más cercanos se encuentran en la capital provincial y en Vitigudino.

## Historia

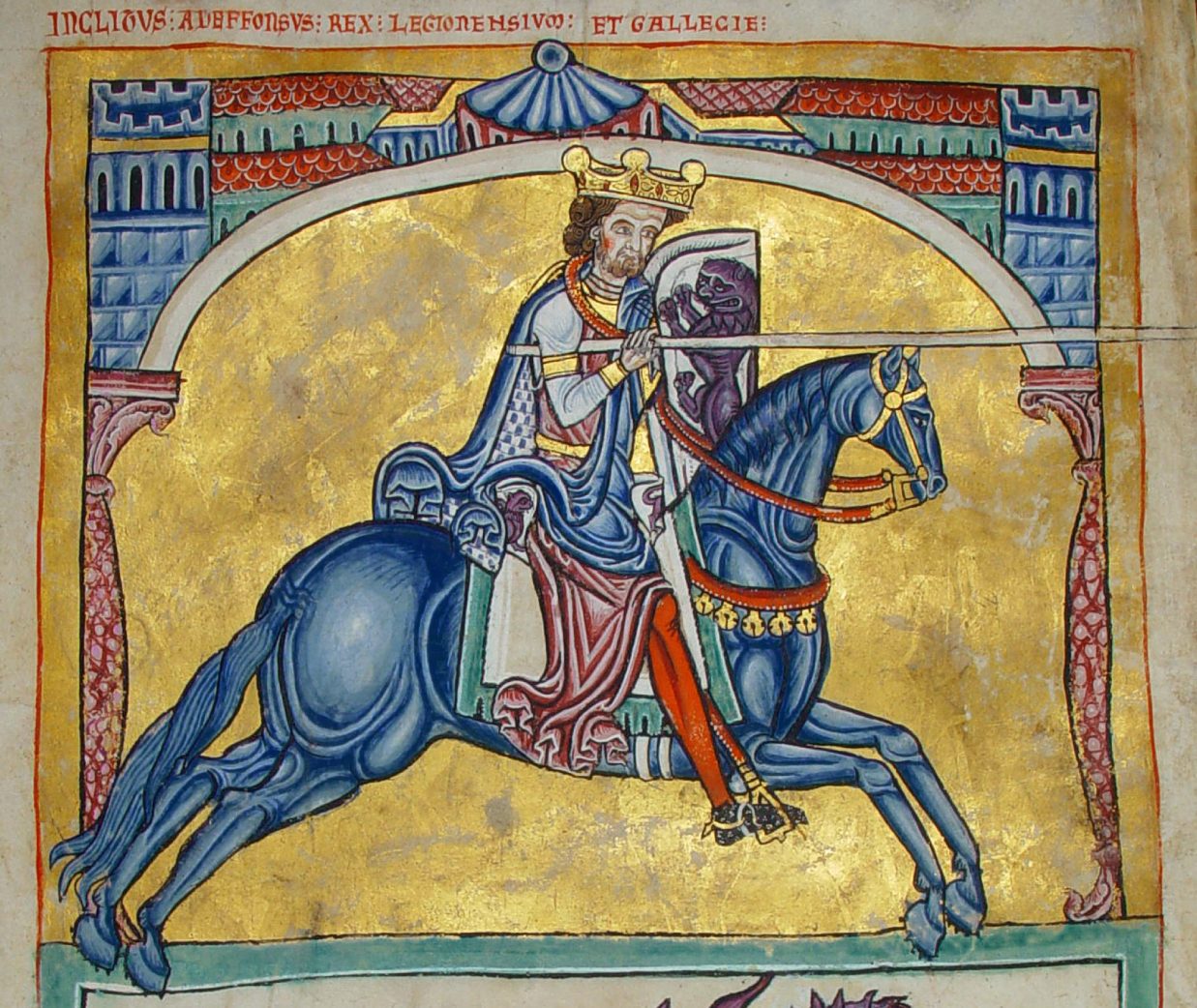
Alfonso IX de León donó Vilvestre al Arzobispado de Santiago en 1192

La fundación de Vilvestre se sitúa en el siglo XII, dentro del proceso repoblador emprendido en la zona por los reyes de León, siendo probablemente repoblado con gentes provenientes de Vilviestre del Pinar, en la Tierra de Lara, actual provincia de Burgos, según sostiene el medievalista Ángel Barrios. En la provincia de Soria, en el actual municipio de Royo, encontramos otro Vilviestre, este y el anterior de la cercana Tierra de Lara, se encuentran en el área del Sistema Ibérico, en torno a la sierra de la Demanda y los Picos de Urbión. Asimismo, en el alfoz de la ciudad de Burgos se ubica un tercer Vilviestre (de Muñó), que forma parte del municipio de Estépar.[cita requerida]
Sea como fuere su repoblación, lo que si está documentado es la donación de Vilvestre con su término al Arzobispado de Santiago en 1192 por parte del rey Alfonso IX de León, pasando a pertenecer la localidad a la diócesis de León de Santiago, la cual agrupaba los territorios leoneses de dicha Orden, no pasando a pertenecer a la diócesis de Salamanca hasta el siglo XVI.
Por otro lado, la zona de Las Arribes del Duero fue fortificada entre la segunda mitad del siglo XII y principios del XIII una vez que Portugal se independizó del Reino de León en 1143, siendo Vilvestre una de las localidades fortificadas para defender la frontera leonesa. Asimismo, junto al de Vilvestre se erigieron otros castillos y fortalezas en Barruecopardo (anterior a 1212), Mieza, Aldeadávila (se conserva la mayor parte de la torre del Homenaje, aunque recrecida), Masueco y Pereña, en algunos casos reutilizadas parte de ellos en las iglesias parroquiales. Parte de ellos pasaron posteriormente al infantado de don Pedro de Molina.
Posteriormente, en el siglo XV, Vilvestre, como la mayor parte del territorio histórico leonés, tomó partido por Juana la Beltraneja, en la guerra civil abierta entre ésta e Isabel la Católica por los tronos de León y de Castilla, estando defendido su castillo por las tropas juanistas hasta la derrota de dicho bando, siendo en el siglo XVII arruinado el castillo de Vilvestre en el ataque que las tropas portuguesas hicieron a la localidad dentro de la Guerra de Restauración portuguesa (1640-1668).

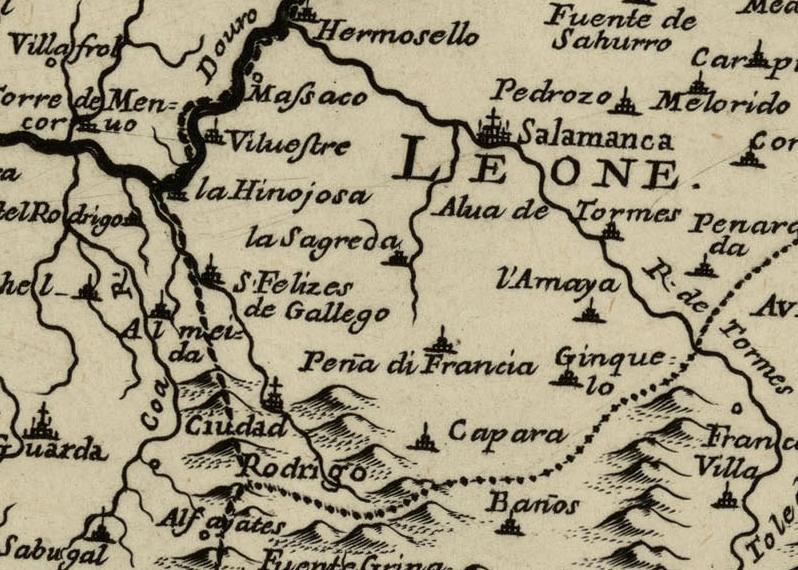
Detalle del sur del Reino de León en el mapa La Spagna de 1680, en el que se puede observar Vilvestre

En otro orden de cosas, la expulsión de los judíos dictada por los Reyes Católicos tuvo en estas tierras una de sus fases señeras: «Igualmente, los justicias de Ledesma recibieron orden de ir a Pereña, o donde fuera necesario, para prender a Pedro de Miranda, que era pasador de los judíos fuera de los caminos señalados, y a García de Ledesma, y a Pedro Herrero, quienes habían intentado matar a Alonso de Sejas, encargado de que se cumpliera la salida de los judíos por los caminos estipulados para tal cosa en el término de la mencionada villa -Ledesma- y en Vilvestre». Y la Reina Isabel la Católica mandó detenerle y ajusticiarle en 1481, y nos dice el cronista Pulgar: «Cuarenta y seis fortalezas fueron derrribadas entonces, y veinte más tarde: ajusticiados como principales malhechores Pedro de Miranda y el mariscal Pero Pardo...». Hechos que prueban la existencia de una comunidad importante de judíos en Vilvestre.
Durante el pontificado de Clemente VII se resolvió a favor de la sede salmantina la posesión de las villas de Vilvestre, Yecla de Yeltes, Vitigudino y Palacios del Arzobispo; siendo Francisco de Bobadilla (1510-1529) el primer obispo que las poseyó.
Vilvestre siempre ha estado vinculado al Duero. El Catastro de la Ensenada lo sitúa a poniente de este término y Madoz (Diccionario Geográfico, Estadístico e Histórico) explica cómo los naturales mediado el siglo pasado, lo atravesaban en barca. Y a este río aluden las cuatro bandas azules colocadas en punta. Dado el microclima de este término municipal, siempre han abundado los árboles frutales, dedicando gran parte del territorio al cultivo de olivos. Hay una zona bastante extensa conocida como Los Olivares. Por ello existe un olivo en el escudo.
Este pueblo, según afirma el Padre Morán (reseña Histórico-artística de la provincia de Salamanca), juntamente con Yecla, Moronta y Palacios de Arzobispo, Perteneció al Arzobispado Compostelano. Este es el motivo de que aparezca la Cruz-Espada de Santiago en su escudo. Fue famoso por su castillo fronterizo con Portugal, y parece que fue gobernado por Ruy Gómez de Silva, príncipe de Éboli. La respuesta 23 de la generales del catastro de ensenada dice textualmente «que esta Villa y su concejo goza en calidad de propios un fuerte arruinado que llaman el castillo» (fecha de 28 de junio de 1752). En el siglo XVIII era ya una defensa inservible, seguramente quedaría fuera de combate en la guerra de Secesión. Un dicho popular, coetáneo al tiempo de la fortificación, cuando estaban levantados muros y cortinas con piedra rosada. Lo más seguro es que la construcción fuera de líneas abaluartadas y una estancia estuviera destinada a capilla de la Virgen. Nuestra Señora del Castillo, que en 1757 tuvo ermita propia, seguramente procediera de la fortaleza.

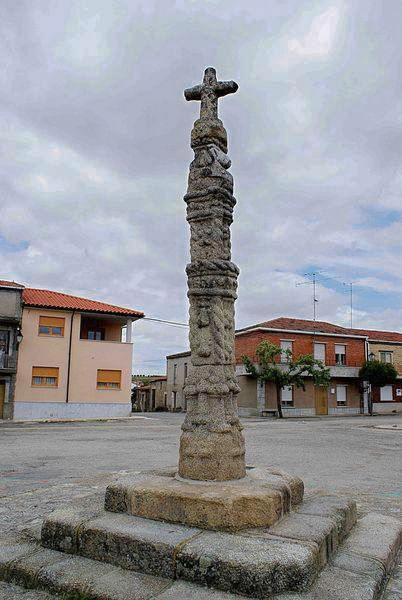
El Rollo de Vilvestre

Con la creación de las actuales provincias en 1833, Vilvestre quedó encuadrado en la provincia de Salamanca, dentro de la Región Leonesa.

## Demografía
Vilvestre cuenta con una población de 395 habitantes (INE 2024).
| Gráfica de evolución demográfica de Vilvestre entre 1842 y 2021                                                                                                |
| |
| Población de derecho según los censos de población del INE Población de hecho según los censos de población del INEEn este censo se denominaba Silvestre: 1940 |

Esta estructura de la población se debe a la emigración que tuvo lugar desde finales del siglo XIX, cuando el número de habitantes alcanzó su máximo histórico. A partir de entonces la población empezó a desplazarse mayoritariamente a América y, más tarde a Europa y a otras regiones de España y de la provincia de Salamanca. El proceso se aceleró a partir de los años 60 debido a la baja rentabilidad de las explotaciones agrícolas en una economía moderna y la escasez de alternativas en la zona, entre otras por el cierre de la mina de wolframio de Barruecopardo. La emigración no solo causó un importante despoblamiento, sino también el envejecimiento de la población tal y como se aprecia en la pirámide de población.
Además se está produciendo una gran despoblación, con una pérdida del 28,93% de la población durante el siglo XXI; que a diferencia de lo ocurrido entre los años 1960 y 1981, en los que se produjo un descenso histórico de más del 50% de la población por la emigración, en este caso la bajada de población se debe a la mortalidad, principalmente causada por el envejecimiento de la población.
De los datos de la pirámide de población de 2015 se pueden observar que la población menor de 20 años es el 4,92 % del total, la comprendida entre 20-40 años es el 17,23 %, la comprendida entre 40-60 años es el 23,27 % y la mayor de 60 años es el 54,59 %.

### Economía

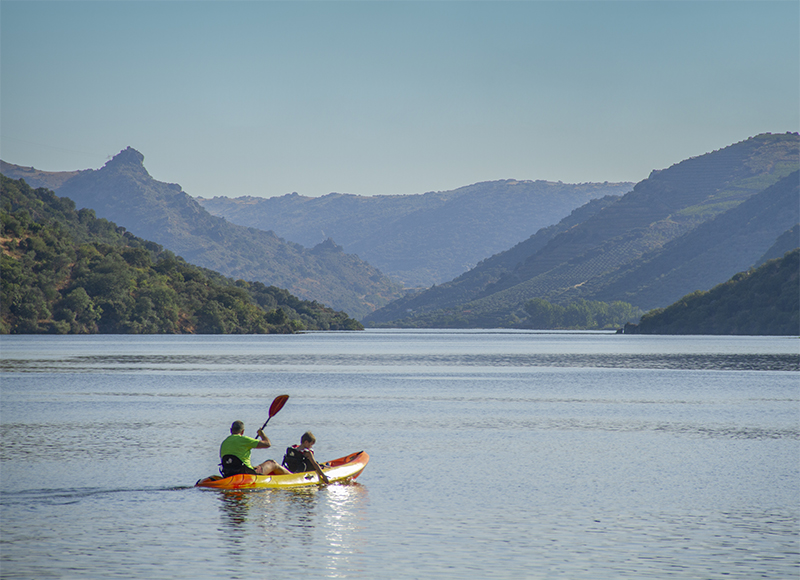
Piragüismo en el Duero

Su economía está basada principalmente en la ganadería, la agricultura y la industria transformadora (Fábrica de Quesos). Además se está desarrollando también el turismo con la apertura en los últimos años de varias casas rurales además de un centro de turismo rural, y el fomento de las actividades turísticas con la construcción de nuevos miradores, el marcado de nuevas rutas de senderismo, rutas fluviales por el río Duero, y la oferta municipal de dos museos, y un albergue.

#### Concentración parcelaria
La concentración parcelaria de la zona de Vilvestre (Salamanca), fue declarada de Utilidad Pública y Urgente Ejecución por Acuerdo 18/2008, de 13 de marzo, de la Junta de Castilla y León. 

Las Bases Provisionales se publicaron con fecha 31 de marzo de 2012, y el plazo para presentar Alegaciones finalizó el día 10 de mayo de 2012.
Las Bases Definitivas fueron aprobadas por Resolución de la Dirección General de Producción Agropecuaria y Desarrollo Rural de fecha 2 de junio de 2014, sometiéndose a encuesta pública por un periodo de 30 días hábiles, espacio de tiempo que finalizó el día 2 de agosto de 2014, plazo en el que fue interpuesto un único recurso de alzada contra las mismas, el cual fue resuelto por Orden de la Consejería de Agricultura y Ganadería de la Junta de Castilla y León de fecha 4 de mayo de 2016. Las Bases Definitivas fueron declaradas firmes con fecha 5 de mayo del mismo año.
El Proyecto de Concentración Parcelaria fue aprobado por el Jefe del Servicio Territorial de Agricultura y Ganadería de Salamanca el 13 de septiembre de 2016. La exposición del Proyecto de Concentración comenzó el 14 de septiembre de 2016 con la inserción del correspondiente aviso en el tablón de anuncios del Ayuntamiento, prolongándose el plazo de presentación de alegaciones durante un plazo de 30 días hábiles, finalizando dicho período el 25 de octubre de 2016.
Actualmente se encuentra en fase de Acuerdo habiéndose publicado con fecha 15 de febrero de 2019. El plazo para presentar Recurso finalizó el día 29 de marzo de 2019.
El perímetro de la zona de concentración parcelaria afecta a una superficie de 4282 hectáreas, aportadas por 536 propietarios, en 6009 parcelas. Se han atribuido 1155 fincas de reemplazo. Esta en ejecución la obra civil de los nuevos caminos, para dar acceso a las parcelas, así como la colocación de los hitos que delimitarán el perímetro de las nuevas parcelas.

## Monumentos y lugares de interés
- El taller neolítico, situado en lo alto del municipio, consiste en unas pinturas rupestres, es el segundo taller más importante encontrado en Europa.
- El rollo, cruz esculpida en granito situada frente al frontón también realizado en granito.
- La iglesia de Nuestra Señora de la Asunción comenzada a construir en el siglo XVI siendo parte de estilo gótico y otra parte renacentista, destaca también su retablo.
- La Ermita del Castillo, situada en la cima del monte de igual nombre, donde se hallan los restos del antiguo castillo.
- El Museo-Biblioteca Casa de los Frailes donde entre otras exposiciones temporales encontraremos útiles prehistóricos y piezas del profesor Luis Benito del Rey.
- Molino de la Luisa, molino restaurado que se puede ver en funcionamiento durante algunos días del año, utiliza las aguas del arroyo de la Nava.
- La Barca, situada a la orilla del río Duero es una zona donde además de disfrutar del mejor paisaje, y de un agradable microclima, también se puede disfrutar de los paseos en barco que se realizan por el Duero.

### Miradores

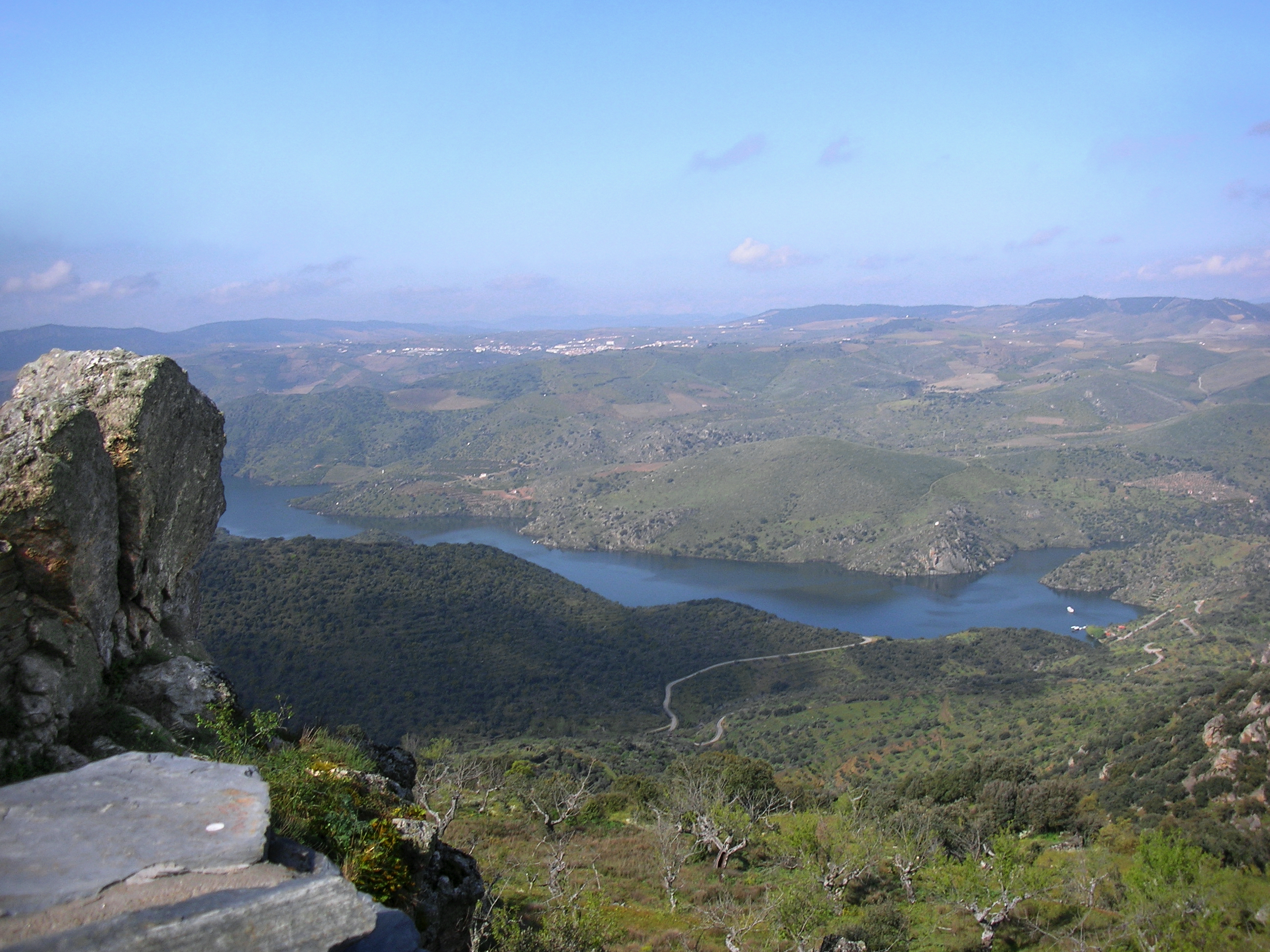
Vista desde el mirador del Castillo

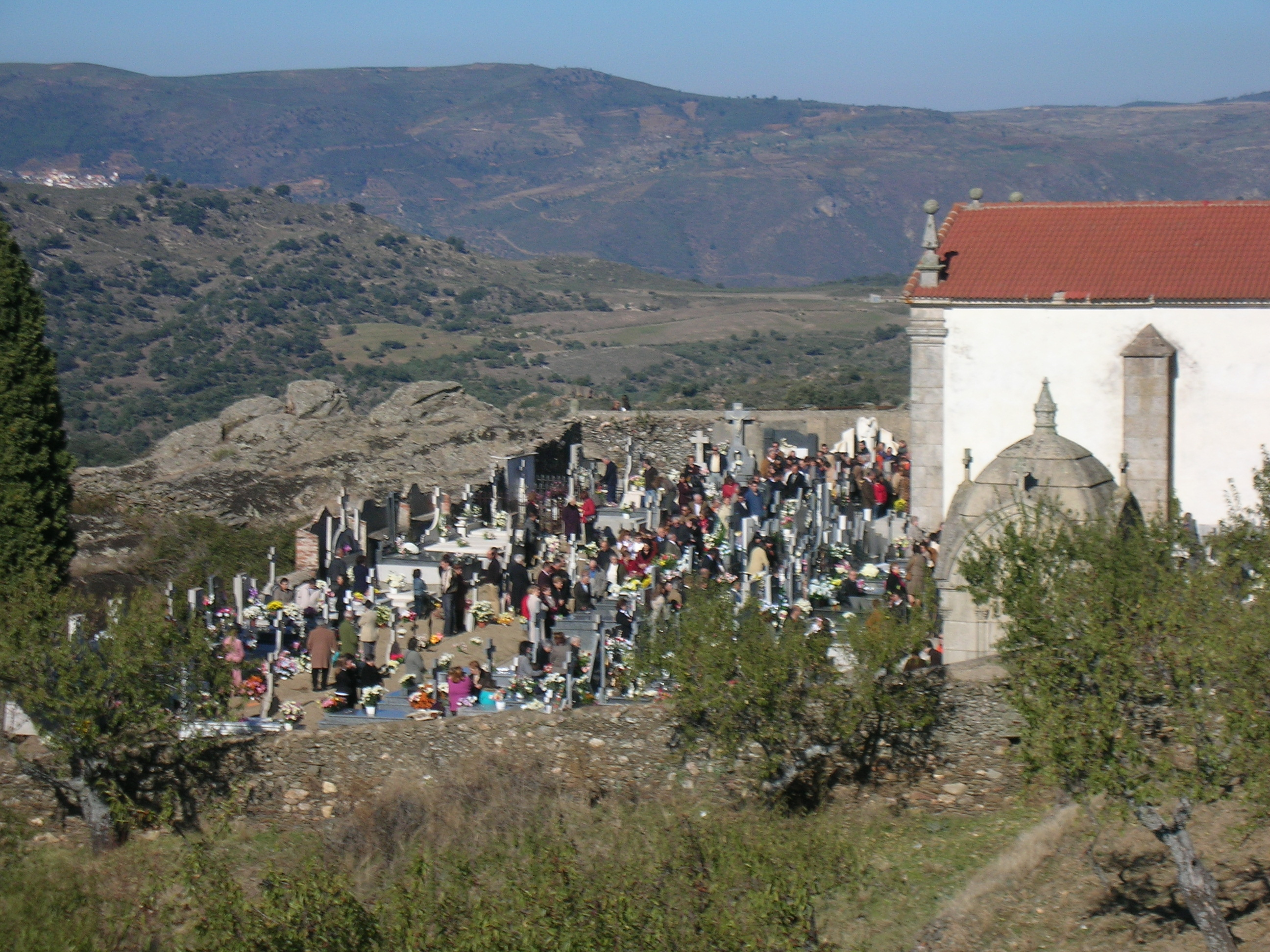
Cementerio

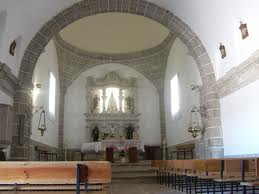
Ermita de la Virgen del Castillo

Los «miradores del Castillo» son un conjunto de dos miradores situados en el entorno de la ermita de Nuestra Señora del Castillo. Se sitúan en lo alto del cerro desde el que se vislumbra todo Vilvestre, cerca de los restos del antiguo castillo de la localidad. Se ha habilitado una barrera de seguridad para observar las arribes del Duero y dispone de un punto de información sobre los distintos puntos de interés turístico que hay en esa zona. En el cerro se encuentra la ermita, los restos del castillo que todavía se conservan, un conjunto rupestre y un palomar que lo corona.
El «mirador de El Reventón de La Barca» es el más moderno y equipado. Se encuentra bajando por el puerto hacia el paraje de La Barca desde Vilvestre, en punto kilométrico 1,5 de la carretera VLV-424. El mirador está situado en el interior de una curva de 180 grados más empinada que el resto de tramos de la carretera en este lugar. En él se ha habilitado una zona con asientos en la que se puede observar el paisaje y en la que se han colocado unos murales explicativos del entorno. Es completamente accesible en coche y para personas en sillas de ruedas.
El «mirador del Monte Gudín» se encuentra en lo alto del cerro del mismo nombre, desde el que se obtiene una amplia vista del Duero. No dispone de murales ni de ningún punto de información. Para acceder a él hay que seguir por el camino indicado que sale desde el frontón de pelota. En ocasiones está cerrado el acceso en coche porque el mirador está una finca comunal privada. Cuando esto ocurre hay que aparcar el coche a la entrada de la finca del monte Gudín situado a 0,7 km del mirador y continuar andando. Si el acceso a la finca estuviese abierto se continuaría por el camino hasta las casas del monte. A partir de ahí, en esos últimos metros, no se puede acceder a él en ningún vehículo, por lo que el último tramo se debe hacer a pie.

### Senderismo
En el municipio de Vilvestre existen varias rutas de senderismo marcadas para que aquellas personas que lo deseen puedan realizar senderismo por ellas.
Además el Ayuntamiento de Vilvestre organiza anualmente la Marcha de Senderismo Arribes del Duero el segundo domingo de marzo para dar a conocer algunos rincones que habitualmente no son recorridos por los senderos ya prefijados.
| Rutas de Senderismo en Vilvestre | Rutas de Senderismo en Vilvestre | Rutas de Senderismo en Vilvestre                                                                                                  |
| Tipo                             | Sendero                          | Recorrido |
| -------------------------------- | -------------------------------- | --- |
| GR                               | GR-14                            | Duruelo de la Sierra ↔ ... ↔ Mieza ↔ Vilvestre ↔ Saucelle ↔ ... ↔ Muelle de Vega Terrón                                           |
| PR                               | P.R. SA-1                        | Vilvestre ↔ Las Viñas ↔ Vilvestre                                                                                                 |
| PR                               | P.R.C. SA-2                      | Valdobarco ↔ Valdobarco |
| PR                               | P.R.C. SA-3                      | 1.ª opción: Peña de la Batueca ↔ Monte Gudín ↔ Peña de la Batueca 2.ª opción: Cruz de los Baños ↔ Monte Gudín ↔ Cruz de los Baños |
| PR                               | P.R.C. SA-4                      | Las Piñeras ↔ La Corona ↔ Las Piñeras                                                                                             |
| PR                               | P.R. SA-5                        | Ruta de los Molinos |
| PR                               | P.R. SA-6                        | Las Piñeras ↔ Castillo de las Bonas ↔ Las Piñeras                                                                                 |
| PR                               | P.R. Sendero de La Barca         | Vilvestre ↔ Peña del tío Julián ↔ Mirador de La Barca ↔ Peña de la Batueca ↔ Vilvestre                                            |

## Administración y política

### Gobierno municipal

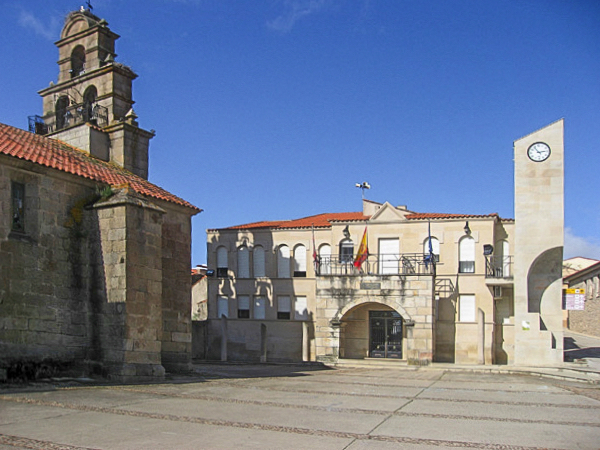
Ayuntamiento de Vilvestre

La actual corporación municipal de Vilvestre fue elegida en las elecciones municipales celebradas el 28 de mayo de 2023, tomando posesión de sus cargos el día 17 de junio de 2023, y está dirigida por Juan Ángel Gorjón Martín, miembro de Alternativa por Vilvestre, que gobierna con mayoría absoluta, al contar con 5 de los 7 miembros de la Corporación. Los dos concejales restantes pertenecen al Partido Popular.
Los anteriores alcaldes desde 1979 fueron Casimiro Hernández Calvo (1979-1995), José Manuel Guarido Mateos (1995-2007) y Manuel Domínguez Hernández (2007-2019).
| Periodo   | Nombre                     | Partido | Partido                           |
| --------- | -------------------------- | ------- | --------------------------------- |
| 1979-1983 | Casimiro Hernández Calvo   |         | Unión de Centro Democrático (UCD) |
| 1983-1991 | Casimiro Hernández Calvo   |         | Alianza Popular (AP)              |
| 1991-1995 | Casimiro Hernández Calvo   |         | Partido Popular (PP)              |
| 1995-2007 | José Manuel Guarido Mateos |         | Partido Popular (PP)              |
| 2007-2019 | Manuel Domínguez Hernández |         | Partido Popular (PP)              |
| 2019-act. | Juan Ángel Gorjón Martín   |         | Alternativa por Vilvestre (AV)    |

| Partido político                              | 2023  | 2023       | 2019  | 2019       | 2015  | 2015       | 2011  | 2011       | 2007  | 2007       | 2003  | 2003       | 1999  | 1999       | 1995  | 1995       | 1991  | 1991       | 1987  | 1987       | 1983 | 1983       | 1979 | 1979       |
| Partido político                              | %     | Concejales | %     | Concejales | %     | Concejales | %     | Concejales | %     | Concejales | %     | Concejales | %     | Concejales | %     | Concejales | %     | Concejales | %     | Concejales | %    | Concejales | %    | Concejales |
| Alternativa por Vilvestre (AV)                | 69,00 | 5          | 40,81 | 3          | —     | —          | —     | —          | —     | —          | —     | —          | —     | —          | —     | —          | —     | —          | —     | —          | —    | —          | —    | —          |
| Partido Popular (PP)-Alianza Popular (AP)     | 29,71 | 2          | 35,14 | 3          | 51,10 | 4          | 54,50 | 4          | 48,72 | 4          | 62,45 | 4          | 68,41 | 5          | 62,86 | 5          | 78,96 | 6          | 96,90 | 7          | 100  | 7          | —    | —          |
| Partido Socialista Obrero Español (PSOE)      | 1,27  | 0          | 1,08  | 0          | 1,10  | 0          | —     | —          | 10,26 | 0          | —     | —          | 2,91  | 0          | 15,05 | 1          | 19,24 | 1          | —     | —          | —    | —          | —    | —          |
| Ciudadanos (CS)                               | —     | —          | 22,70 | 1          | 47,53 | 3          | —     | —          | —     | —          | —     | —          | —     | —          | —     | —          | —     | —          | —     | —          | —    | —          | —    | —          |
| Coalición SI por Salamanca (SI)               | —     | —          | —     | —          | —     | —          | 43,84 | 3          | —     | —          | —     | —          | —     | —          | —     | —          | —     | —          | —     | —          | —    | —          | —    | —          |
| Unión del Pueblo Salmantino (UPSa)            | —     | —          | —     | —          | —     | —          | —     | —          | 41,03 | 3          | 37,34 | 3          | —     | —          | —     | —          | —     | —          | —     | —          | —    | —          | —    | —          |
| Candidatura Independiente Vilvestre (CIV)     | —     | —          | —     | —          | —     | —          | —     | —          | —     | —          | -     | -          | 28,10 | 2          | —     | —          | —     | —          | —     | —          | —    | —          | —    | —          |
| Unidad Regionalista de Castilla y León (URCL) | —     | —          | —     | —          | —     | —          | —     | —          | —     | —          | —     | —          | —     | —          | 21,33 | 1          | —     | —          | —     | —          | —    | —          | —    | —          |
| Unión de Centro Democrático (UCD)             | —     | —          | —     | —          | —     | —          | —     | —          | —     | —          | —     | —          | —     | —          | —     | —          | —     | —          | —     | —          | —    | —          | 100  | 7          |

El alcalde de Vilvestre no recibe ningún tipo de prestación económica por su trabajo al frente del Ayuntamiento (2017).

#### Evolución de la deuda viva municipal
El concepto de deuda viva contempla solo las deudas con cajas y bancos relativas a créditos financieros, valores de renta fija y préstamos o créditos transferidos a terceros, excluyéndose, por tanto, la deuda comercial. 
| Gráfica de evolución de la deuda viva del Ayuntamiento entre 2008 y 2023                            |
| |
| Deuda viva del Ayuntamiento de Vilvestre, en miles de euros, según datos del Ministerio de Hacienda |

## Vilvestrinos destacados

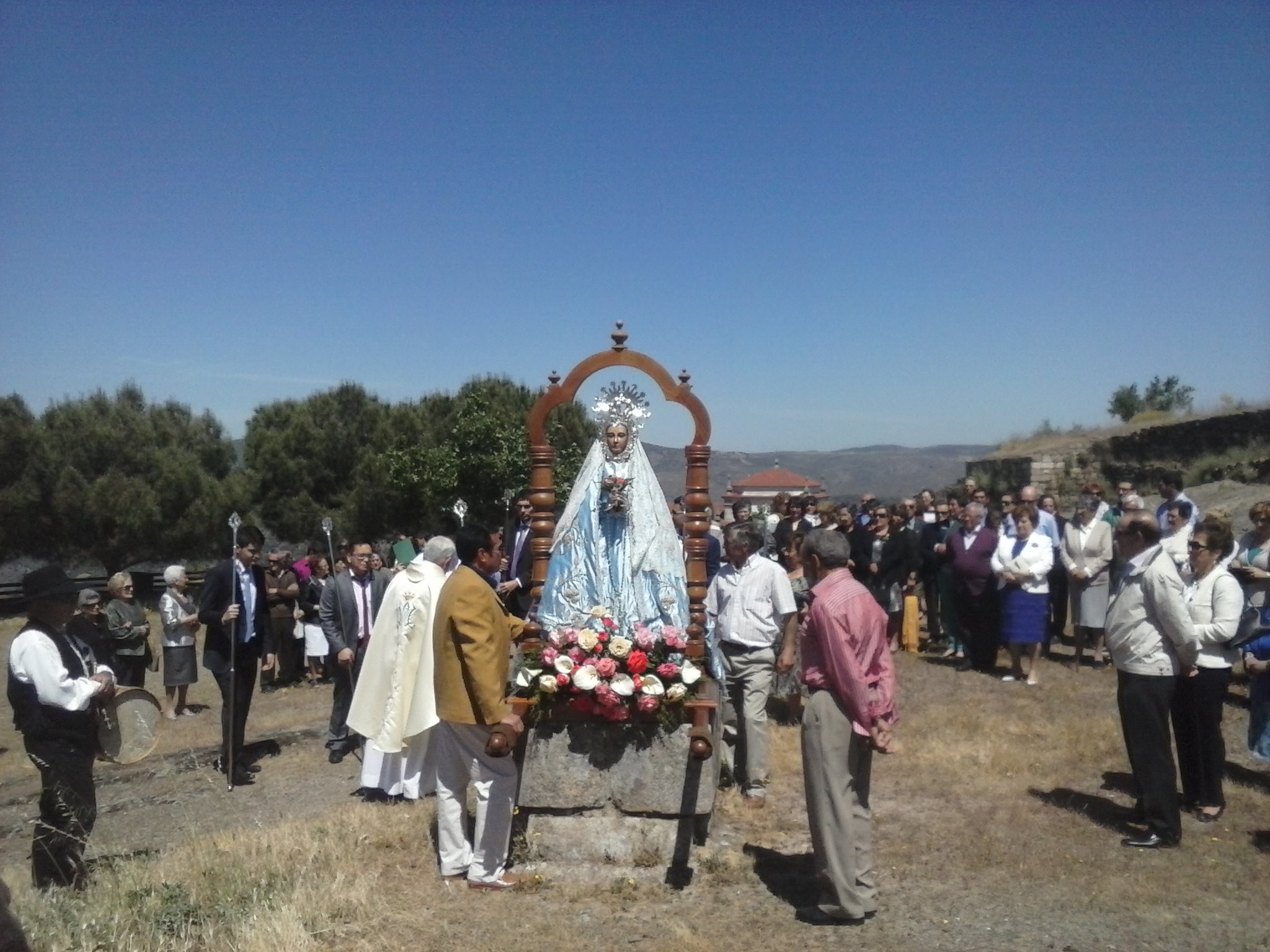
Bendición de campos

- Juan Fernández de Recalde (1555-1612), magistrado y funcionario colonial español que ejerció altos cargos judiciales y académicos en el Virreinato del Perú. Hizo sus estudios en el Colegio Mayor de Santiago el Zebedeo de la Universidad de Salamanca, donde cursó el grado de doctor en Leyes.

## Cultura

### Fiestas
- San Sebastián, 20 de enero.
- Virgen del Castillo, 17 de mayo, o sábado más cercano.
- Fiestas del toro, penúltimo fin de semana de agosto.

### Localidades cercanas
- Barruecopardo
- Freixo de Espada à Cinta (Portugal)
- Saucelle
- Mieza
- Cerezal de Peñahorcada